# 인천안목 (울산광역시 유형문화재 제34호)
인천안목(人天眼目)은 울산광역시 남구, 울산박물관에 있는 조선시대의 책이다. 2011년 12월 29일 울산광역시의 유형문화재 제24호로 지정되었다.

## 개요
인천안목이란 “인간과 천상의 일체가 모두 중생의 안목이 된다”는 뜻으로, 이 책은 송나라 승려 지소(智昭)가 당시 불교의 5개 종파, 즉 임제종(臨濟宗)ㆍ운문종(雲門宗)ㆍ조동종(曹洞宗)ㆍ위앙종(潙仰宗)ㆍ법안종(法安宗) 등 5종의 강요(綱要)와 이들 종파 조사(祖師)들의 유고ㆍ잔게(殘偈)ㆍ칭제(稱提)ㆍ수시(垂示) 등을 요약하여 정리한 내용을 담고 있으며, 우리나라 선가(禪家)에서 많이 읽히는 책이다.
이 책은 3권 2책으로 이루어졌으며, 크기는 세로 28.4cm, 가로 18.8cm이다.
고려 공민왕 6년(1357)에 원나라에서 활동하던 진성군(晉城君) 강금강(姜金剛)이 간행한 책을 원본으로 삼아 태조 4년(1395)에 무학대사(無學大師)가 회암사(檜巖寺)에서 번각한 목판본을 저본으로 하여 후대에 다시 번각한 목판본이다.

## 참고 문헌
- 인천안목 - 국가유산청 국가유산포털